# ريك ساندرز
ريك ساندرز (بالإنجليزية: Rick Sanders) هو مصارع هاوي أمريكي، ولد في 20 يناير 1945 في ليكفيو في الولايات المتحدة، وتوفي في 18 أكتوبر 1972 في إسكوبية في شمال مقدونيا بسبب حادث مرور.

## وصلات خارجية
- ريك ساندرز على موقع قاعدة بيانات المصارعة الدولية (الإنجليزية)
- ريك ساندرز على موقع أوليمبيديا (الإنجليزية)